# José Medina (ciclista)
José Medina (Curicó, Región del Maule, 13 de julio de 1973) es un ciclista chileno.
Este destacado ciclista fue el primero en ganar la Vuelta Ciclista Líder al Sur en 1997; además obtuvo la medalla de oro en la prueba contrarreloj del Campeonato Panamericano de Ciclismo en Ruta de 2002 y ha finalizado en dos oportunidades en el 2.º lugar en la clasificación general de la Vuelta Ciclista de Chile en 2003 y 2004.

## Positivo en la Vuelta a Chile 2011
El 1 de marzo de 2011, se dio a conocer la noticia de que había dado positivo en la Vuelta de Chile,
Esto fue confirmado por la UCI en un comunicado emitido el 4 de abril en el que además se supo que la sustancia era Estanozolol y que otros dos ciclistas también habían dado positivo, el chileno Marco Arriagada y el argentino Alfredo Lucero. La sanción a Medina fue por un período de 4 años.

## Palmarés
1997
- Vuelta Ciclista Líder al Sur

1999
- 1 etapa del Tour Nivernais Morvan

2000
- 3º en la clasificación final de la Vuelta Ciclista de Chile
- Juegos Olímpicos Sídney

2001
- París-Troyes

2002
- Medalla de Oro en la contrarreloj del Campeonato Panamericano de Ciclismo en Ruta

2003
- 3º en Campeonato de Chile en contrarreloj
- 2 etapas de la Vuelta Ciclista de Chile
- 1 etapa de la Vuelta a Zamora
- Medalla de Bronze en la prueba en ruta del Campeonato Panamericano de Ciclismo en Ruta

2004
- 1 etapa de la Vuelta Ciclista Líder al Sur

2006
- 3º en Campeonato de Chile en contrarreloj

2007
- Campeón de Chile en contrarreloj

2008
- 2º en Campeonato de Chile en contrarreloj
- GP Aniversario CC Talca

2009
- Medalla de Plata en Persecución por equipos del Campeonato Panamericano de Ciclismo en Pista (junto a Pablo Seisdedos, Luis Mansilla y Antonio Cabrera)

2010
- 1 etapa de la Triple Vuelta El Coquimbo - La Serena - Coquimbo
- 3º en Campeonato de Chile en contrarreloj
- 2 etapas de la Clásica Internacional Ciudad Heroica de Tacna

## Equipos
- TBanc Skechers (2011)